# Luxemburg (Wisconsin)
Luxemburg és una població dels Estats Units a l'estat de Wisconsin. Segons el cens del 2010 tenia 2515 habitants.

## Toponímia
Des l'inici, Luxemburg comptava amb una gran població d'immigrants d'origen belga. El 1857, els colons van proposar el nom de «Belgium» (= Bèlgica) al Servei de correus alhora que un grup de colons d'origen luxemburguès, van presentar el nom de «Luxemburg» per llur poble. A causa d'un error administratiu, els noms es van bescanviar amb el resultat que Luxemburg a l'estat de Wisconsin, és de fet un assentament de belgues, i Belgium, ans al contrari un assentament de luxemburguesos.

## Poblacions més properes
El següent diagrama mostra les poblacions més properes.